# Gare de Dercy - Froidmont
Ne doit pas être confondu avec Gare de Dercy - Mortiers.
La gare de Dercy - Froidmont est une gare ferroviaire française de la ligne de La Plaine à Hirson et Anor (frontière), située sur le territoire de la commune de Dercy, à proximité de Froidmont-Cohartille, dans le département de l'Aisne en région Hauts-de-France.
C'est une halte ferroviaire de la Société nationale des chemins de fer français (SNCF) desservie par des trains TER Hauts-de-France.

## Fréquentation
Selon les estimations de la SNCF, la fréquentation annuelle de la gare s'élève aux nombres indiqués dans le tableau ci-dessous.
| Année               | 2023  | 2022  | 2021  | 2020   | 2019  | 2018   | 2017   | 2016   | 2015   |
| ------------------- | ----- | ----- | ----- | ------ | ----- | ------ | ------ | ------ | ------ |
| Nombre de voyageurs | 8 927 | 8 642 | 9 055 | 10 378 | 9 871 | 11 496 | 13 503 | 13 129 | 13 255 |

## Situation ferroviaire
Établie à 68 m d'altitude, la gare de Dercy - Froidmont est située au point kilométrique (PK) 156,461 de la ligne de La Plaine à Hirson et Anor (frontière), entre les gares voyageurs ouvertes de Verneuil-sur-Serre et de Voyenne.
Elle est équipée d'un quai, pour la voie « Unique », qui dispose d'une longueur utile de 100 m.

## Service des voyageurs

### Accueil
Halte SNCF, c'est un point d'arrêt non géré (PANG) à accès libre.

### Desserte
Dercy - Froidmont est desservie par des trains TER Hauts-de-France, omnibus, qui effectuent des missions entre les gares de Laon et d'Hirson ou d'Aulnoye-Aymeries. En 2009, la fréquentation de la gare était de 52 voyageurs par jour.

### Intermodalité
Le stationnement des véhicules est possible à proximité.